# یاروخه
یاروخه (به لاتین: Jarochy) یک روستا در لهستان است که در گمینا بلسک دوژه واقع شده‌است.